# بارني ماكجيل
بارني ماكجيل (بالإنجليزية: Bernard McGill)‏ هو مصور سينمائي أمريكي، ولد في 30 أبريل 1890 في مدينة سولت ليك في الولايات المتحدة، وتوفي في 11 يناير 1942 في لوس أنجلوس في الولايات المتحدة.

## وصلات خارجية
- بارني ماكجيل على موقع IMDb (الإنجليزية)
- بارني ماكجيل على موقع ألو سيني (الفرنسية)
- بارني ماكجيل على موقع قاعدة بيانات الأفلام السويدية (السويدية)
- بارني ماكجيل على موقع قاعدة بيانات الفيلم (الإنجليزية)
- بارني ماكجيل على موقع كينوبويسك (الروسية)